# An-Nàssir al-Kabir al-Utruix
An-Nàssir al-Kabir al-Utruix fou un imam alida del Tabaristan, besnet de Hàssan al-Utruix.
Es va crear un petit principat centrat a Hawsam. La seva administració fou principalment religiosa, destinant els recursos de l'estat als que coneixien l'Alcorà. Va destacar com a poeta. Va morir el 1083 i fou enterrat a Hawsam. La tomba fou objecte de pelegrinatge.